# James Gleick
James Gleick (rođen 1. kolovoza 1954.) je američki pisac, novinar i biograf. Njegova djela istražuju kulturalno grananje znanosti i tehnologije. Tri njegove knjige ušle su u finalni izbor za Pulitzerovu nagradu i National Book Award, te su prevedene na više od dvadeset jezika.

## Vanjske poveznice
- Web-stranica Jamesa Gleicka (na engleskom) s izabranim tekstovima.